# Castro (Lazio)
Castro era una città della Maremma laziale, a pochi chilometri dall'attuale confine fra il Lazio e la Toscana.
Capitale dell'omonimo Ducato, città ideale del Rinascimento, fu distrutta dall'esercito pontificio nel 1649 e mai più ricostruita.
Fu definita la "Cartagine della Maremma".

## Storia

### La città etrusca e medievale

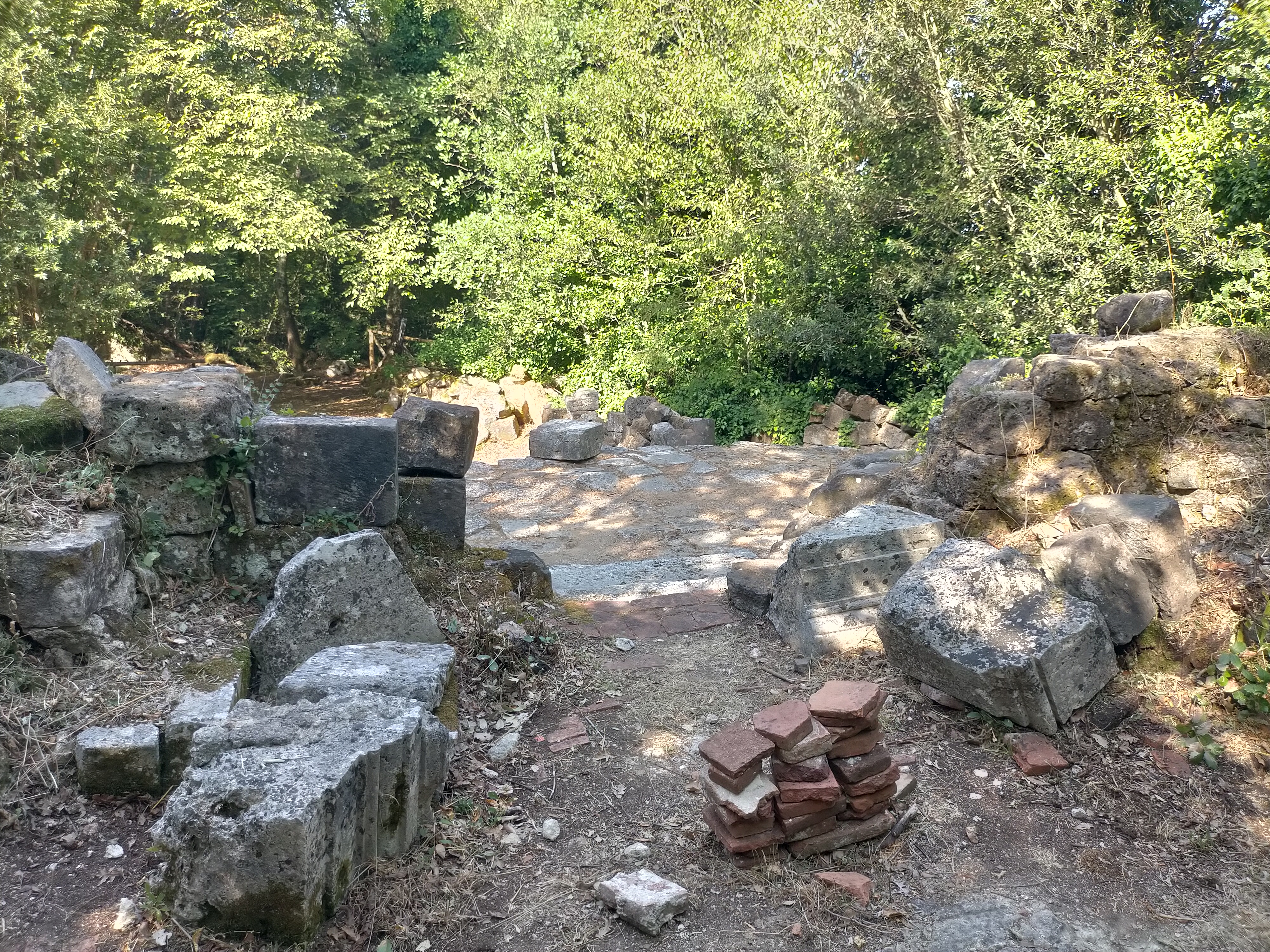
Rovine della città di Castro

La presenza di ricche necropoli nei dintorni e alla base della rupe testimonia che fu sede di un'importante città etrusca, a volte identificata come Statonia (centro dell'Etruria meridionale citato da Plinio e Vitruvio).
Nell'Alto Medioevo per la sua posizione protetta diventò un rifugio per gli abitanti dei dintorni in fuga dalle devastazioni. Nel VII secolo vi fu trasferito il titolo vescovile di Bisenzio, città sul lago di Bolsena, distrutta dai Longobardi.
Fra l'VII e il IX secolo fu vescovo San Bernardo Janni (o San Bernardo di Castro in altre fonti). Originario di Bagnoregio, trasferì a Castro il titolo vescovile della distrutta Vulci e si dedicò all'amministrazione civile della città facendone un luogo protetto e sicuro.
Nei documenti dell'epoca appare per la prima volta Castrum (nel latino tardoromano "luogo fortificato") come nome per identificare la città. Fu indicato anche come Castrum Felicitas, perché fu dominato da una donna tale Madonna Felicita.
Nel 1154, sotto Papa Adriano IV entrò a far parte del Patrimonio di San Pietro.
Come altri centri della zona alternò momenti di libertà a momenti in cui era intestato ai feudatari della zona.
Nel 1360 vi nacque il celebre giureconsulto medievale Paolo di Castro.
Nel 1527 con un colpo di mano una fazione guidata da Antonio Scaramuccia e Jacopo Caronio prese il potere in città invocando la protezione di Pier Luigi Farnese, all'epoca signore di Valentano, che entrò in città nel mese di settembre. Papa Clemente VII, fuggito ad Orvieto dopo il Sacco di Roma, ordinò ai Farnese di restituire Castro alla Chiesa. Pier Luigi abbandonò la città che fu saccheggiata dal duca di Latera Gian Galeazzo Farnese il 28 dicembre dello stesso anno.
La devastazione venne descritta nel 1575 dal notaio castrense Domenico Angeli nel De Depraedatione Castrensium et suae Patriae Historia ("Il Sacco di Castro e la storia della sua Patria").

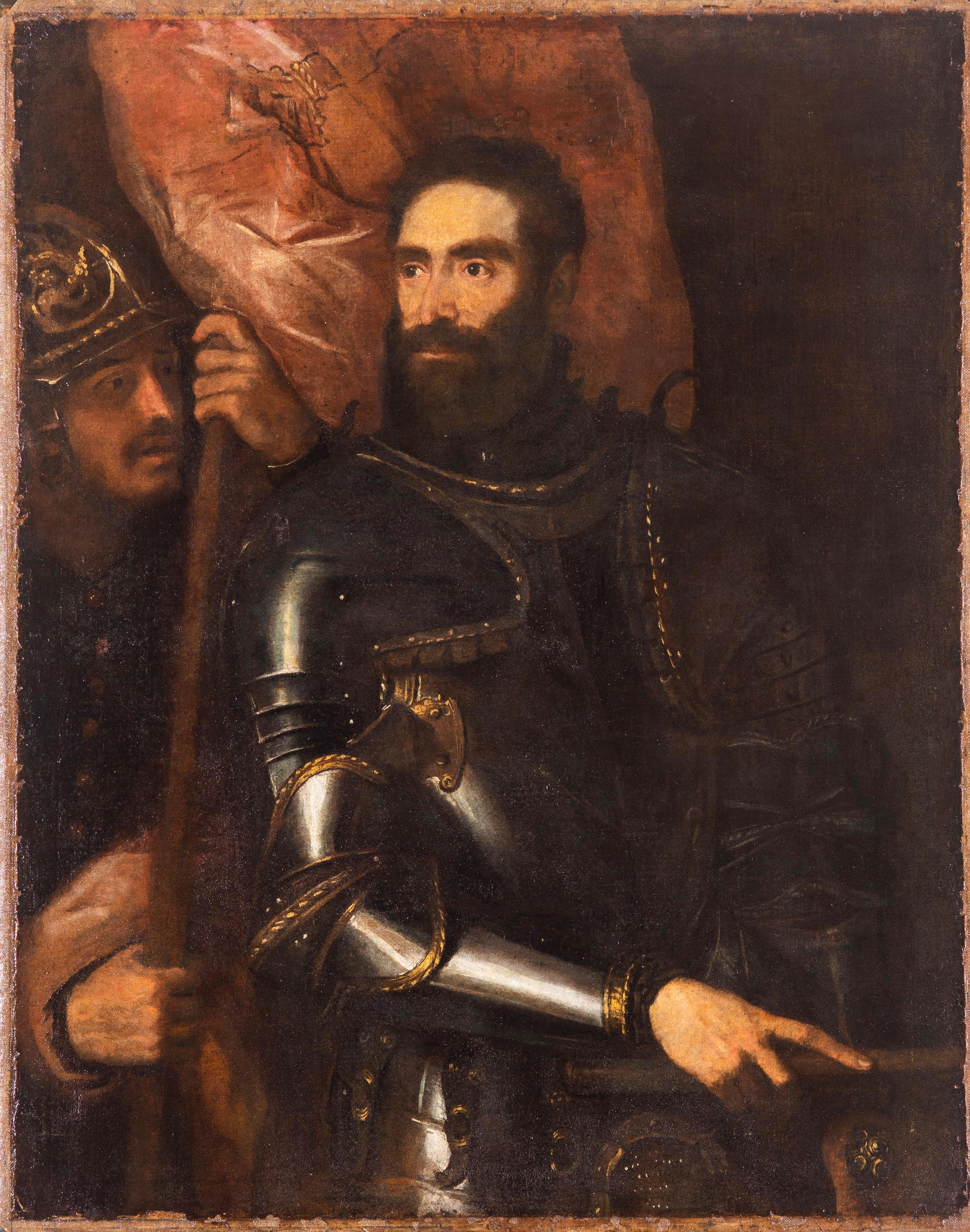
Pier Luigi Farnese, primo duca di Castro, ritratto da Tiziano (Museo Capodimonte - Napoli).

L'Angeli fornì una breve descrizione di Castro:
"Situata su un'altura a forma di lira, circondata da rupi scoscese, da una valle profonda e da vigneti dove gli abitanti si recano per procurare canne. Tutto intorno pascolano le greggi. [...] Il centro di Castro è rappresentato da Piazza Maggiore.
Castro prima del saccheggio era una città ricca, munita di più di sette centurie di soldati ed era la più forte tra le città del Patrimonio di San Pietro."
Secondo Domenico Angeli, Gian Galeazzo era riuscito ad entrare a Castro tramite la porta di Santa Maria che gli abitanti usavano per raggiungere una vicina sorgente, unica fonte d'acqua della città, grazie al tradimento di alcune guardie, mercenari originari di Pitigliano e di Sorano.

### Nascita del ducato di Castro
Nel 1534, fu eletto al Soglio Pontificio il cardinale Alessandro Farnese che assume il nome di Paolo III. Il 31 ottobre 1537, Paolo III decise di riunire una trentina di feudi della sua famiglia e di istituire un nuovo Stato di cui Castro sarebbe stata la capitale.
Per ottenere la città, fallito il tentativo per via armata di alcuni anni prima, i Farnese proposero alla Camera apostolica di scambiare Castro con la ben più ricca Frascati, altra città farnesiana nel Lazio. La Santa Sede accettò la permuta e il Papa poté istituire il ducato di Castro che si estendeva dal lago di Bolsena al mar Tirreno, comprendendo anche una piccola enclave nella zona di Ronciglione.
La scelta della capitale derivò dalla sua posizione centrale nei domini della famiglia, anche se risentiva ancora dei danni provocati da Gian Galeazzo qualche anno prima ed aveva avuto una storia modesta lungo tutto il Medioevo.
I Farnese imposero per Castro un grandioso progetto di ricostruzione urbanistica, sul modello di quello applicato a Pienza, e affidarono l'opera all'architetto toscano Antonio da Sangallo il Giovane, che si mise subito all'opera.
Vennero ridisegnate le mura difensive, i palazzi pubblici, le strade, le case; l'intera città diventò un cantiere e a poco a poco si trasformò in un artistico sito rinascimentale. Vi si trasferirono numerose persone, attratte dalla prospettiva di lavoro che la corte dei Farnese poteva offrire ma anche molti nobili che speravano di entrare così nelle grazie della famiglia e di papa Paolo III.
Nel 1545 Paolo III riuscì a far assegnare ai Farnese il ducato di Parma e Piacenza. Il nuovo Stato ben più grande e popoloso del ducato di Castro spostò gli interessi della famiglia in Emilia-Romagna, i cantieri furono interrotti e il Ducato laziale venne affidato a membri cadetti della famiglia o ai loro vicari.
Castro, perduta la corte farnesiana, conobbe di nuovo un lento e graduale declino anche se conservò il ruolo di centro amministrativo e giudiziario del territorio circostante. La città e il territorio ducale aveva inoltre importanti rendite agricole che venivano impiegate nei Monti Farnesiani.

### Le due guerre di Castro
Nel 1623 divenne Papa Urbano VIII il quale iniziò un duro scontro con i Farnese per il mancato pagamento di numerosi debiti da parte della famiglia. I cardinali Francesco e Antonio Barberini, nipoti del Pontefice, proposero al Duca Odoardo di cedere Castro al Papa per permutare i debiti. Odoardo rifiutò lo scambio e i Barberini, per ritorsione, decisero di bloccare la riscossione delle rendite del ducato. Il fallimento delle trattative fra i Farnese e i Barberini portò allo scoppio della prima guerra di Castro: il 13 ottobre 1641 le truppe pontificie invasero il ducato occupando la capitale. L'intervento di Venezia, Firenze e Modena a favore dei Farnese capovolse le sorti della guerra: il 31 agosto 1642 fu occupata la fortezza pontificia di Acquapendente. La mediazione francese portò al trattato di Roma firmato il 31 marzo 1644 che sancì il ripristino dello status quo con la restituzione di Castro ai Farnese mentre restava irrisolta la questione dei debiti.
Nel 1649 scoppiò una nuova crisi fra i Farnese e lo Stato Pontificio: il nuovo Duca, Ranuccio II, si oppose alla nomina del barnabita Cristoforo Giarda come nuovo vescovo di Castro. Innocenzo X confermò la nomina e inviò ugualmente Giarda a Castro ma il vescovo, in viaggio verso la sua nuova sede, fu assassinato a Monterosi il 16 marzo. Il Papa accusò Ranuccio di essere stato il mandante del delitto e il 19 luglio le truppe pontificie invasero nuovamente il ducato. Castro fu assediata e capitolò il 2 settembre.

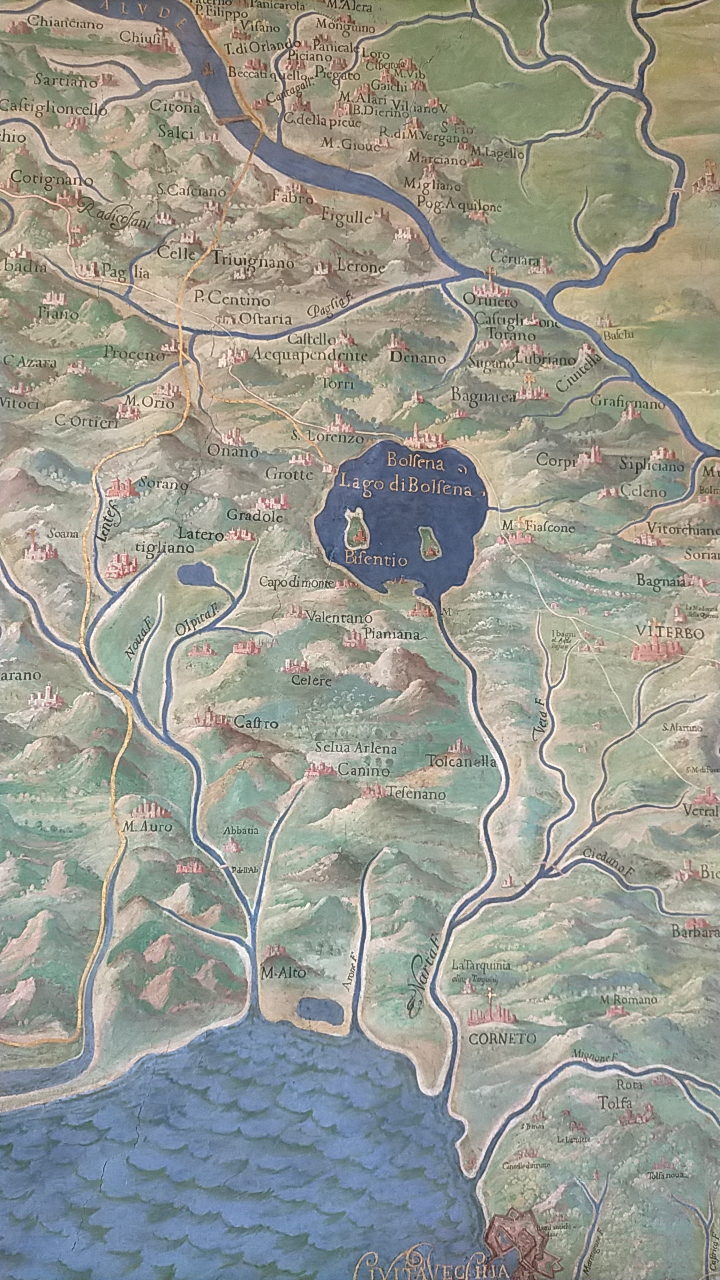
Castro e il suo territorio nella Galleria delle Carte Geografiche dei Musei Vaticani

### La fine
I patti di resa firmati dal colonnello Sansone Asinelli (per i Farnese) e da Davide Vidman (per i pontifici) prevedevano il solo smantellamento delle fortificazioni cittadine.
A dicembre fu ordinata l'evacuazione totale degli abitanti e il Papa ordinò la distruzione totale di Castro, comprese le chiese e i luoghi sacri. La città fu rasa al suolo, le campane del Duomo furono trasferite nella chiesa di Sant'Agnese in Agone a Roma, altre opere d'arte furono sparse nei paesi dei dintorni. La capitale ducale fu spostata a Valentano mentre la sede vescovile e l'archivio diocesano furono trasferiti ad Acquapendente.
L'unico edificio ad essere risparmiato fu una piccola cappella dedicata al Santissimo Crocefisso che diventò meta di pellegrinaggi da parte degli abitanti di Castro che si recavano lì l'ultima domenica di giugno. La cappella diventò un santuario nel 1871 ed è tuttora oggetto di venerazione da parte della popolazione del luogo.
Nel 1848, in pieno Risorgimento, il ricordo della città distrutta dal Papa ispirò la nascita dell'Associazione Castrense di stampo mazziniano e anticlericale che fu sciolta dalla polizia pontificia l'anno successivo. Dopo l'unità d'Italia, quattro comuni dell'ex ducato mutuarono il nome aggiungendovi "Castro": (Montalto di Castro, Ischia di Castro, Grotte di Castro, Arlena di Castro) in memoria della città distrutta.
Nella città scomparsa è ambientato il romanzo La badessa di Castro dello scrittore francese Stendhal.

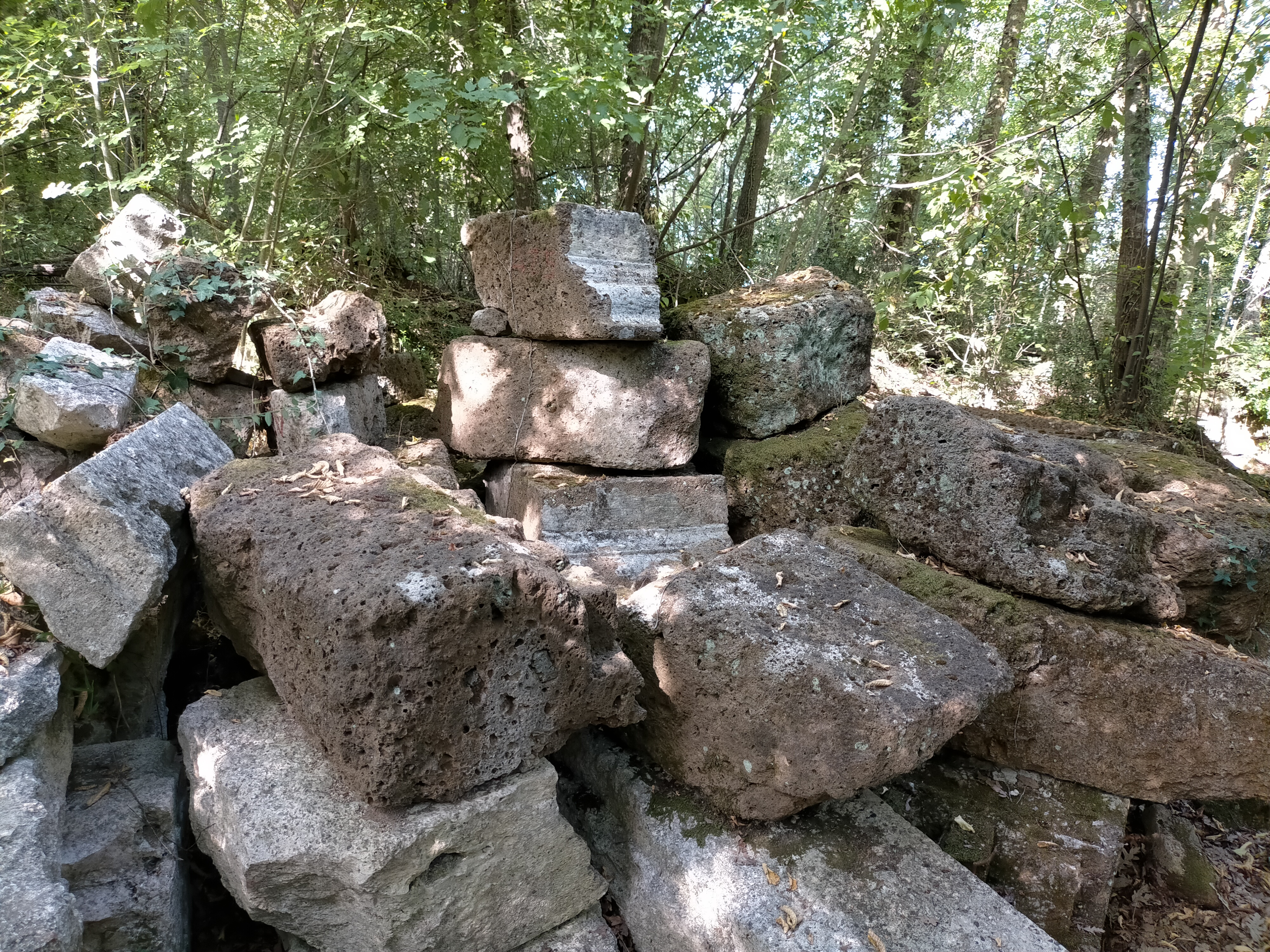
Resti di una casa di Castro

## La città
Come molte altre città medievali della Maremma (ad esempio Sorano o Pitigliano) Castro appariva al visitatore sospesa su una rupe vulcanica lievemente ondulata circondata per due lati da piccoli corsi d'acqua. Porta Castello era il principale ingresso della città, dove confluivano le principali strade di collegamento con la campagna circostante e con i comuni vicini.
La conoscenza sulla città viene prevalentemente dai resoconti dei visitatori dell'epoca come il letterato Annibale Caro, che visitò la città al seguito dei Farnese, dai disegni dei progetti urbanistici conservati agli Uffizi, dalle relazioni di visite pastorali compiute dai vescovi di Castro e da affreschi e stampe coevi (come la veduta di Castro conservata nella Sala d'Ercole di Palazzo Farnese a Caprarola.)
Dopo la nascita del Ducato i Farnese affidarono all'architetto Antonio da Sangallo il compito di riprogettare la capitale secondo le indicazioni rinascimentali della città ideale. Il lavoro del Sangallo, non potendo stravolgere l'urbanistica medievale del borgo, si concentrò principalmente sulla cinta muraria e sul complesso delle opere difensive, su Piazza Maggiore e gli edifici che vi si affacciavano (tra tutti il Palazzo Ducale) e infine sulla chiesa di San Francesco realizzata nel nuovo rione di Prato Cotone.
Gli scavi archeologici, compiuti solo parzialmente, hanno permesso di ricostruire e identificare alcuni dei luoghi principali della città.

### Piazza Maggiore
Già cuore della città medievale (qui si affacciava il Palazzo del Podestà con la sua torre), Piazza Maggiore diventò lo spazio di rappresentanza della capitale del Ducato e ospitava gli edifici del potere politico e civile nonché le residenze delle famiglie nobili della città. Di forma rettangolare, era concepita per stupire il visitatore che giungeva in questo luogo armonico e spazioso dopo aver attraversato gli oscuri vicoli medievali.

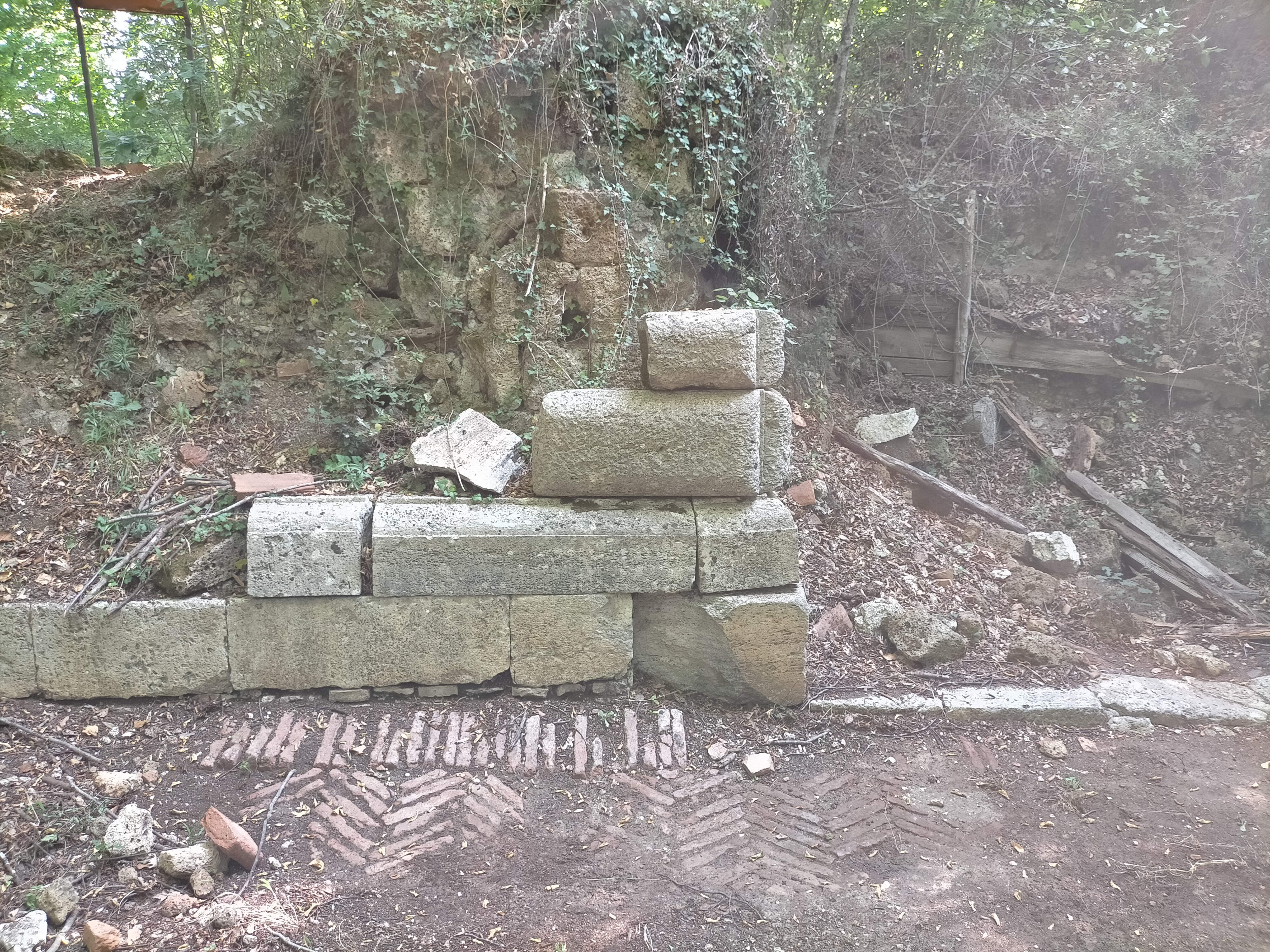
Piazza Maggiore come appare oggi. Si nota la caratteristica pavimentazione a spina di pesce e i resti di una residenza nobiliare sullo sfondo.

Piazza Maggiore fu lastricata con laterizi disposti a spina di pesce con filari interrotti da bocchette di travertino per la raccolta dell'acqua (una sistemazione simile, anche se più piccola, si può vedere ancora oggi nella piazza del Palazzo Farnese di Gradoli, anch'esso opera del Sangallo).

#### Palazzo Ducale (o Hostaria)
Il Palazzo Ducale occupava tutto il lato nord della piazza. Il Palazzo aveva un porticato con tredici arcate. Delle tredici arcate, tre conducevano direttamente alla "Strada Nova", un'arteria che scorreva sul retro di Palazzo Ducale, tre ad altrettanti ingressi del Palazzo e le rimanenti sei erano botteghe che affacciavano direttamente sulla piazza. L'ingresso centrale permetteva di accedere al cortile interno del Palazzo con l'ingresso al piano nobile.
Nella realizzazione finale, ridimensionata e modificata dopo il trasferimento del Duca a Parma, il Palazzo Ducale vero e proprio doveva ergersi su cinque arcate, alto due piani con un'imponente loggia centrale e lo stemma farnesiano sopra la loggia. Due palazzine più piccole (alte un solo piano) sorgevano a destra e a sinistra del Palazzo occupando rispettivamente tre arcate. Le due arcate che separavano le palazzine gemelle dal Palazzo Ducale si aprivano su vicoli che conducevano alla Strada Nova.

#### Palazzo della Zecca
La Zecca sorgeva sul lato nord-orientale della Piazza, all'angolo con Via del Vescovado che univa Piazza Maggiore a Piazza del Duomo, cuore religioso della città. La Zecca aveva un basamento realizzato con un bugnato in travertino e un piano nobile ispirato agli archi di trionfo romani con proporzioni perfette per restituire un aspetto il più armonico possibile. La grande finestra centrale era sormontata dal giglio farnesiano mentre sulle finestre laterali sorgevano lo stemma araldico del Duca Pier Luigi e lo stemma della città. Ricordava il Palazzo del Banco di Santo Spirito a Roma, anch'essa un progetto del Sangallo, anche se non aveva lo stesso ardito aspetto concavo mostrando invece una forma più tradizionale.

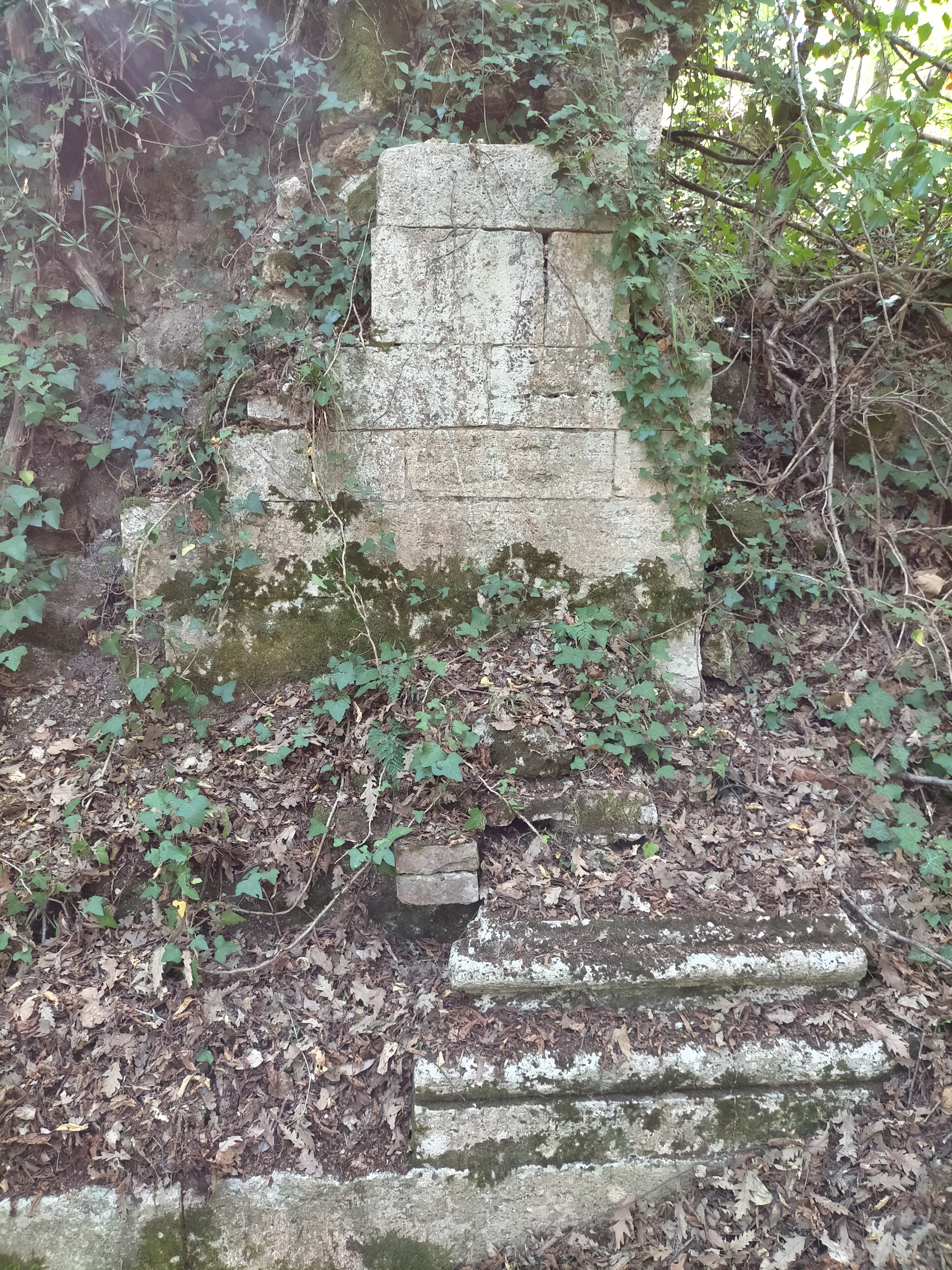
Le rovine di un edificio in Piazza Maggiore

La Zecca, aperta nel 1538, coniò monete fino al 1546. Successivamente fu convertita in prigione al piano terra e archivio al piano superiore.

#### Gli altri edifici di Piazza Maggiore
Come detto in precedenza, Piazza Maggiore fu concepita dal Sangallo come una quinta rinascimentale, chiamata a ospitare gli edifici più importanti della città. Se il lato nord era occupato dal porticato di Palazzo Ducale, il lato est dalla Zecca e il lato ovest dal medievale Palazzo del Podestà, il lato sud fu destinato alle residenze delle famiglie nobili di Castro e dei cortigiani più importanti del Duca. Il Sangallo lavorò alla realizzazione di edifici armonizzati con il resto della piazza, in genere ad un piano, per non superare il centrale Palazzo Ducale che ne aveva due.
I palazzi realizzati partendo da est furono: Palazzo Scaramuccia (fra la Zecca e il Palazzo Ducale con ingresso su via del Vescovado), Palazzo Sassuolo e Palazzo Caronio. Di un quarto palazzo che sorgeva fra Palazzo Caronio e il Palazzo del Podestà non si conosce il nome.
La piazza, infine, era chiusa a ovest dal Palazzo del Podestà che faceva angolo con l'omonima via. Il Palazzo, risalente al XII secolo, non fu toccato dai cantieri rinascimentali ma integrato nella nuova piazza. Aveva finestre ad arco e una torre merlata. Si accedeva da via Podestà tramite una scalinata. Sulle mura erano incisi gli stemmi delle principali famiglie castrensi.

### Architetture religiose

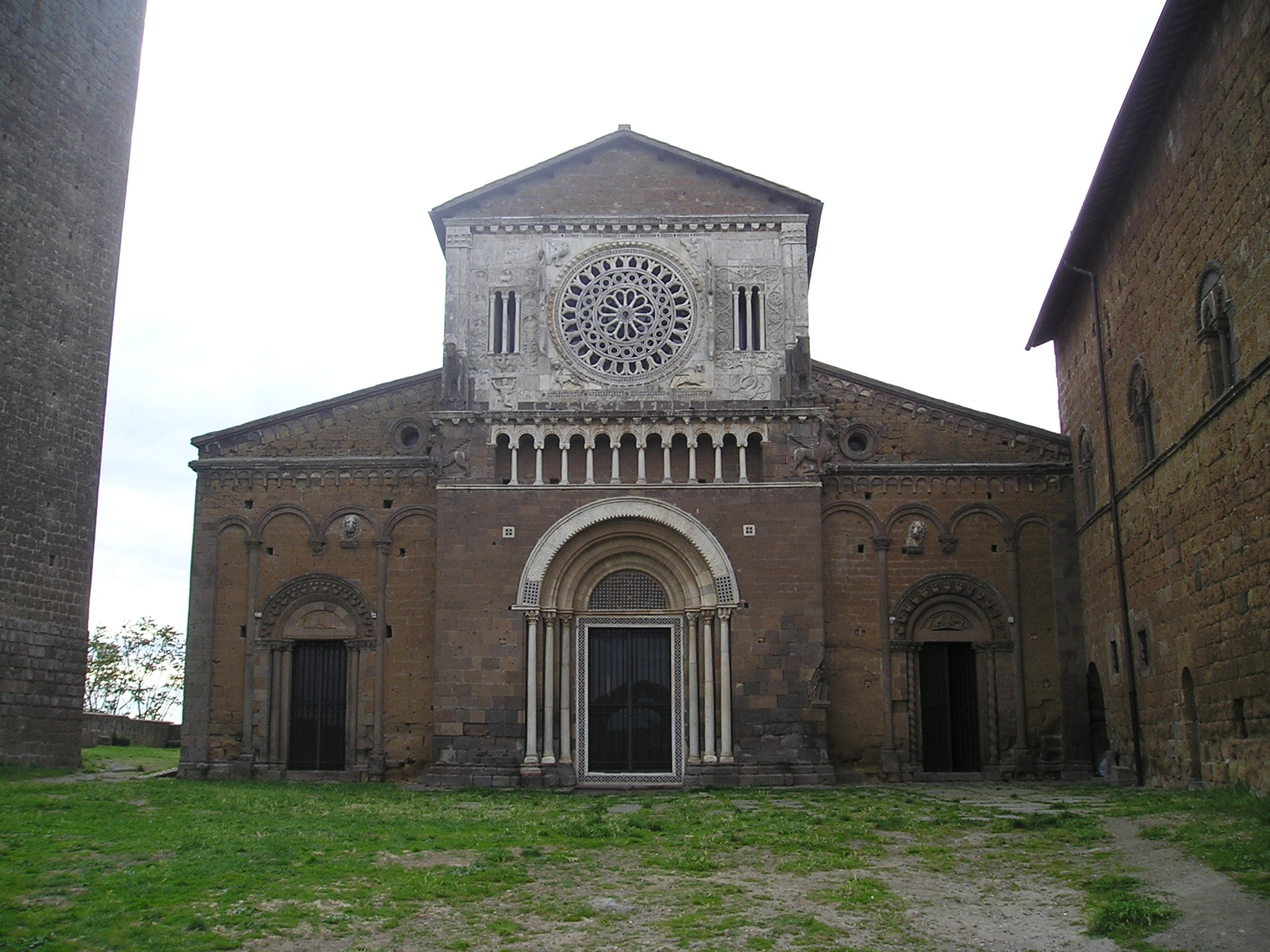
La chiesa di San Pietro a Tuscania cui forse s'ispirarono i costruttori del duomo di Castro

Ruderi del Duomo di San Savino

#### Duomo di San Savino
Il Duomo di San Savino era in stile romanico e fu edificato nel XIII secolo. Una lapide, presente nella facciata, e ora conservata nel vicino paese di Ischia, riporta come data della consacrazione della cattedrale il 29 aprile 1286 sotto l'episcopato del vescovo Bernardo da Bagnoregio.
La chiesa aveva forma rettangolare e un impianto basilicale a tre navate, con una facciata con un rosone, colonnine di marmo e statue di animali (il leone, l'aquila, il toro simboli degli evangelisti) secondo un modello diffuso nell'Alto Lazio che ricorda le chiese di Santa Maria e San Pietro a Tuscania. Aveva inoltre sei cappelle, un campanile rotondo e un'abside rettangolare affrescata nel XVI secolo in stile manierista raffigurante la Gloria di San Savino.
L'edificio conservò all'esterno la forma romanica fino alla demolizione del 1649 mentre all'interno fu rimaneggiata in seguito a ripetuti crolli, assumendo quindi forme rinascimentali e barocche. Il Duomo conservava la mandibola del patrono, donata dagli abitanti di Spoleto.
Nel 1466 vi furono traslate le spoglie di San Bernardo di Castro dopo la sua canonizzazione. Nel 1522 fu costruita, sul lato destro del Duomo, un'apposita cappella dedicata.
Il pavimento era in ceramica con disegni di forme geometriche.
Le cronache d'epoca riportano che San Savino era il patrono della città e veniva festeggiato il 1º maggio di ogni anno con un palio di cavalli davanti al Duomo.

#### Palazzo del Vescovo
Il Palazzo del Vescovo, o Episcopio, sorgeva di fronte al Duomo. Sono rimasti resti dei capitelli del porticato.

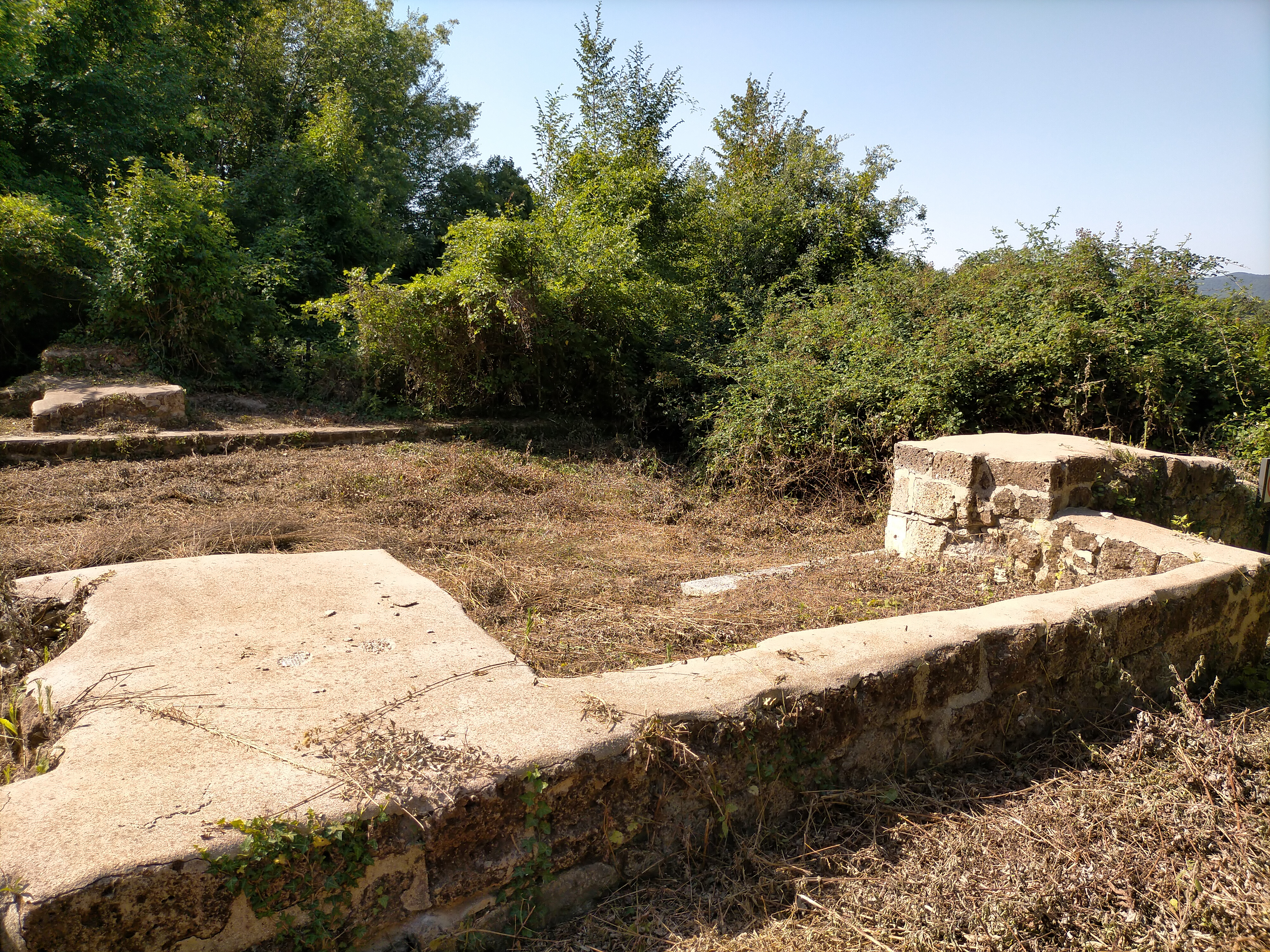
Resti della chiesa e del convento di San Francesco a Castro

#### Chiesa e Convento di San Francesco
La chiesa e il convento di San Francesco d'Assisi furono costruiti su progetto del Sangallo in un luogo della rupe fino ad allora rimasto disabitato, noto come Prato Covone (o Cotone).
I frati dell'Ordine dei frati minori conventuali si erano trasferiti a Castro su invito del Duca e la nuova chiesa fu costruita a spese dei Farnese. Il Sangallo progettò un edificio a tre navate con sei colonne rotonde e abside di forma rettangolare. La facciata, dai disegni conservati, aveva una forma armonica e rinascimentale. Parallelo alla chiesa, fu costruito il convento per ospitare la comunità di frati francescani.
La chiesa è stata parzialmente recuperata dagli scavi archeologici, insieme ad alcune case e cantine che esistevano nel rione.

#### Chiesa di Santa Maria Intus Civitatem (o Santa Maria della Viola)
La chiesa di Santa Maria Intus Civitatem, nota anche come Santa Maria della Viola, era la cattedrale cittadina prima della costruzione di San Savino. Di forme romaniche, risalente probabilmente al XI secolo e rimaneggiata nel XIII secolo fu ritrovata dagli archeologi durante uno scavo compiuto nell'estate del 1997.
Gli scavi hanno restituito parte del transetto con un altare laterale, appartenente alla famiglia Spontoni, e realizzato nel XVI secolo e affreschi di epoca medievale raffiguranti storie di santi. In particolare un frammento con San Giovanni Battista nel deserto e l'arcangelo Uriele, un santo vescovo, e un Vergine ascesa al cielo circondata da angeli.
Da un altare laterale proviene invece un frammento raffigurante la Trinità, opera di artista ignoto del XVI secolo, e conservato oggi al Museo Civico di Ischia di Castro.
Il vescovo Giovanni Caccia riferisce che nel 1603 la chiesa era affidata alla Corporazione degli Artigiani che si era occupata del restauro del tetto. Nella chiesa era conservata una statua argentea della Madonna che veniva portata in processione il 15 agosto.

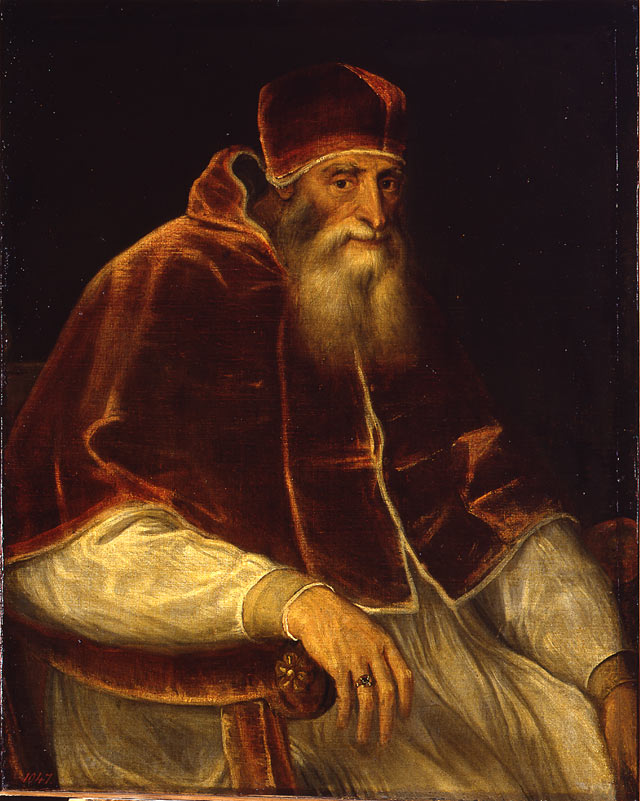
Papa Paolo III in un dipinto del Tiziano

#### San Pancrazio
Fu costruita dagli abitanti di Vulci dopo la distruzione della città da parte dei Saraceni. La costruzione fu voluta dal vescovo di Castro, San Bernardo, per portarvi le reliquie già conservate nell'omonima chiesa a Vulci. Sorgeva a poca distanza da Piazza Maggiore, con la facciata su una piccola piazzetta e l'abside alle spalle del Palazzo del Podestà. Aveva una navata unica.
Viene descritta come chiesa dotata di affreschi e statue raffiguranti i Dodici apostoli.
La chiesa ospitava la confraternita della Misericordia.
È stata parzialmente recuperata dagli scavi archeologici.

#### Chiesa e Convento della Visitazione
Convento di clausura, affidato alle monache cistercensi dalla duchessa Gerolama Orsini. Fu chiuso ne 1573 dopo la scandalosa scoperta di una relazione fra il vescovo della città, Francesco Cittadini, e Elena Orsini, monaca del convento che rimase incinta di un bambino. La donna fu trasferita a Frascati dove morì improvvisamente mentre il vescovo fu deposto e tornò nella sua città natale in Lombardia.
La torbida vicenda ispirò il romanzo di Stendhal La badessa di Castro.

#### Abbazia di San Colombano
Il monastero di San Colombano di Castro sorse vicino al fiume Armino (oggi fiume Fiora), nella località oggi detta Colli di S. Colombano. La prima documentazione del monastero dedicato a san Colombano è attestata nell'810, in cui si dichiara l'appartenenza della "Cella Sancti Colombani" all'abbazia di San Salvatore all'Amiata, in seguito venne elevato ad abbazia come risulta già in un atto del giugno del 1027 fra Ugone conte di Castro e figlio di Cadulo e l'abate Giovanni di San Colombano.

#### Santa Lucia
Nei pressi di questa chiesa fu realizzato un importante pozzo per il rifornimento idrico della città.

#### Santa Maria dei Servi
Costruita appena fuori le mura, sulla strada per Ischia e Farnese ed era luogo di sepoltura. Era officiata dai Frati Serviti e vi si teneva una festa l'8 settembre di ogni anno con processione che partiva dalla città. I resti archeologici hanno restituito affreschi di epoca alto-medievale. 

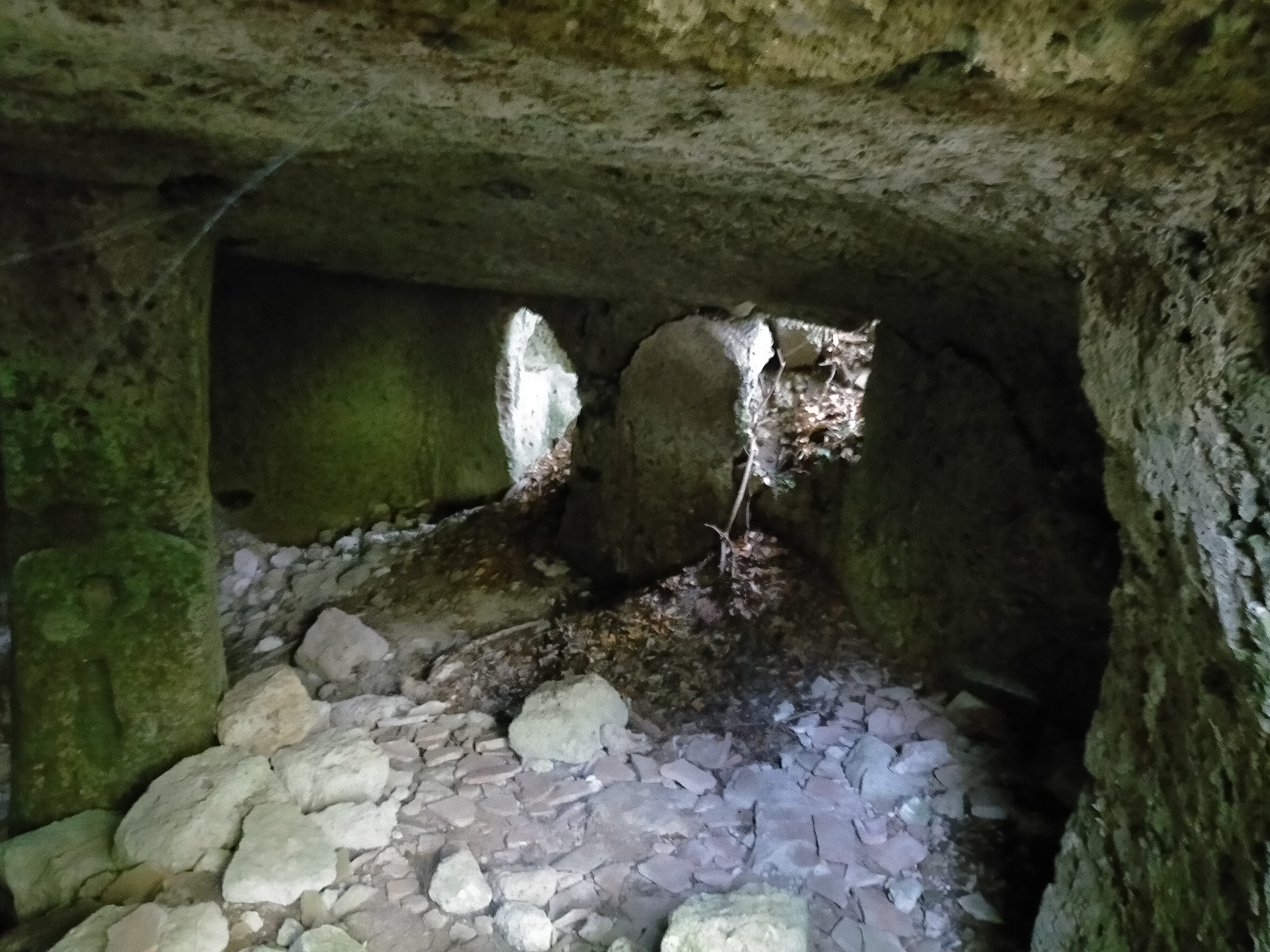
Resti di una bottega in un rione popolare della città

#### San Ponziano
San Ponziano era ricordato come uno dei patroni di Castro. L'esistenza di questa chiesa risulta dalla documentazione conservata nell'archivio vescovile.

#### San Giovanni Decollato
Fu costruita dall'omonima confraternita, accanto all'ospedale.

#### San Sebastiano
Un oratorio di cui si hanno poche e frammentarie notizie.

#### Madonna del Carmine
Fu costruita da un capitano di ventura come ex voto.

#### Santa Maria della Cava
Fuori le mura lungo la strada, la via Cava, che conduceva a Canino.

#### Santa Maria del Pianetto
Chiesa rurale sulla strada per Pitigliano

### Le mura e le fortificazioni
Il borgo medievale affidava la sua protezione agli strapiombi tufacei sui fiumi che lambivano la rupe per due lati su tre. Una cinta muraria, più volte ampliata, fu comunque realizzata attorno al perimetro urbano con quattro porte: Porta Castello (porta maggiore della città, sul lato della rupe non attraversato dai fiumi) Porta Lamberta (sul lato dell'Olpeta) Porta Forella (anche Furella; sul lato del fosso delle Monache) e infine Porta Santa Maria (sul lato ovest accanto all'omonima chiesa).
Il Sangallo studiò approfonditi progetti per rinforzare e di fatto ricostruire le fortificazioni della città distrutte nel saccheggio del 1527. Porta Santa Maria, punto debole delle mura medievali, da cui erano penetrati i soldati di Gian Galeazzo Farnese, fu chiusa (prese quindi il nome di Porta Murata). Il lato di Porta Castello, collegato con la vallata sottostante, fu organizzato con una tenaglia a bastione. Sulla collina antistante Porta Castello sorse la Fortezza a pianta stellare, smantellata in seguito agli accordi di pace dopo la prima guerra di Castro. Porta Lamberta e Porta Forella furono ugualmente rinforzate.
Sangallo progettò Porta Lamberta e Porta Castello come due archi trionfali con una fornice centrale e due laterali, sormontante da stemmi e simboli.

### Le contrade
La Castro medievale aveva tradizionalmente quattro contrade, sviluppate su altrettante piazze che poi confluivano sulla centrale Piazza Maggiore. Le contrade erano Castello (lato nord, fra l'omonima Porta e il Duomo), Erbe (lato ovest, Piazza delle Erbe chiamata anche del Mercato o del Macello si apriva alle spalle del Palazzo del Podestà), Capitone (o del Capitano; a sud-est, nei pressi di Porta Lamberta) e Fiore (lato sud, dove sorgeva l'antica cattedrale di Santa Maria della Viola). 

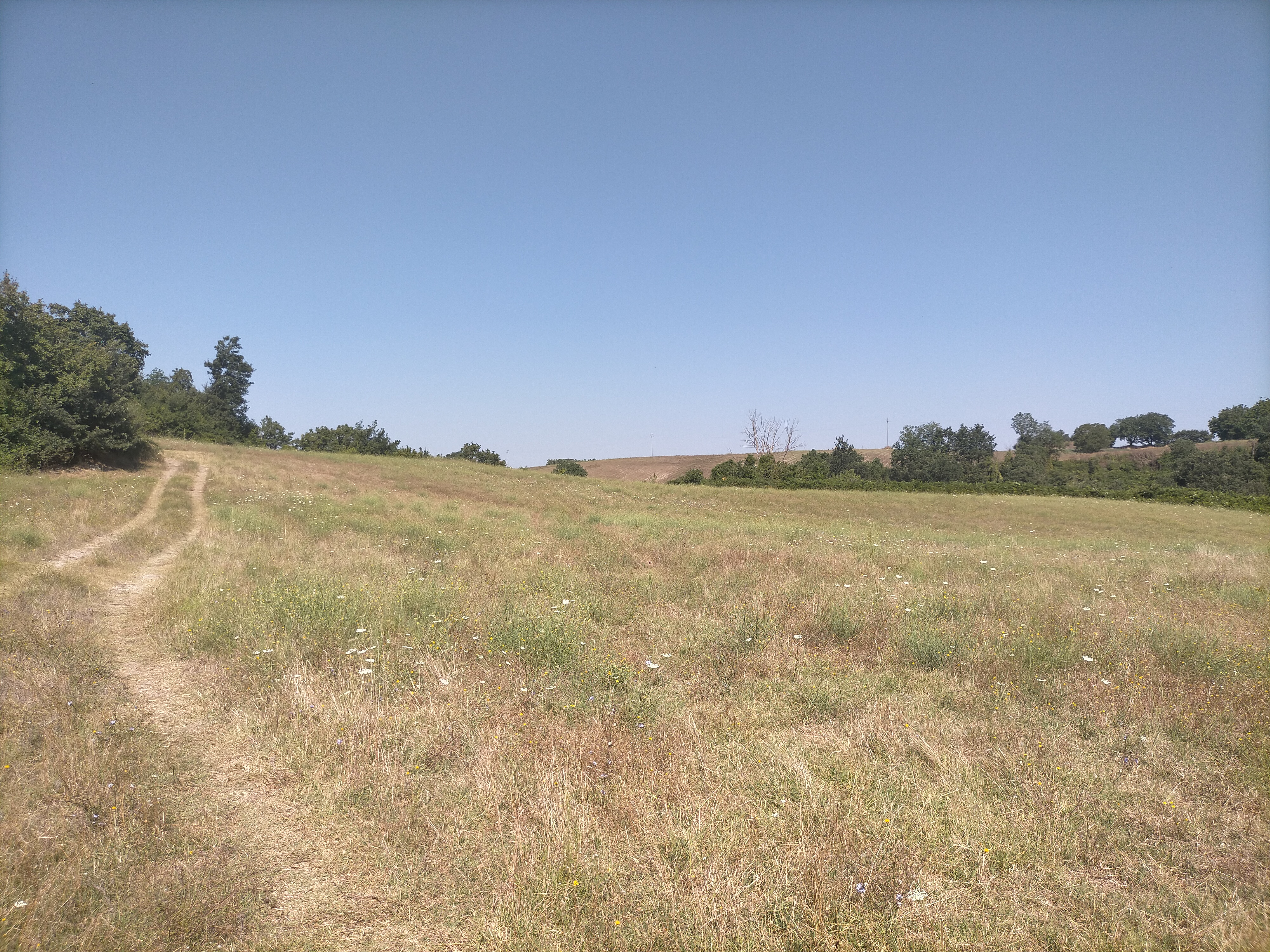
La contrada di Porta Castello come appare oggi.

Con l'edificazione del convento di San Francesco a ovest sorse anche il nuovo rione di Prato Cotone, su un lato precedentemente disabitato del colle, all'estrema punta sud-ovest della rupe. Fuori le mura, nella zona in cui oggi si trova il santuario del Santissimo Crocifisso, sorgeva il Ghetto della locale comunità ebraica.

### Lo stemma

L'arme del ducato di Castro

Lo stemma araldico della città di Castro, ricostruito dagli studi pazienti di Romualdo Luzi, uno dei suoi più attenti studiosi, raffigura: un leone rampante d'argento, sormontato da tre gigli d'oro su campo azzurro. Sotto il blasone fu aggiunta, nel 1537, la scritta "Castrum Civitas Fidelis" (Castro Città Fedele), in segno di gratitudine alla famiglia Farnese.

## Il Santissimo Crocifisso di Castro
I soldati che demolirono Castro, poco fuori di quella che era stata la porta del ghetto, risparmiarono una cappellina che conteneva l'immagine dipinta del Crocifisso, della Madonna del Carmine e di sant'Antonio da Padova. Per secoli l'edicola del Crocifisso di Castro fu sempre al centro della devozione popolare, nonostante si trovasse in aperta campagna, e gli abitanti di Castro, dispersi nei paesi vicini, e poi i loro discendenti, all'inizio della bella stagione venivano in pellegrinaggio ai piedi della città distrutta e sostavano in preghiera davanti all'edicola.
Nel 1871 fu edificato un santuario tuttora meta di pellegrinaggi nel mese di giugno.
Intorno al Crocifisso di Castro nacquero diverse leggende: si disse che era stato risparmiato perché i soldati che volevano abbattere la cappella furono paralizzati da una forza misteriosa. Anche analoghi tentativi di demolizione con le mine fallirono.